# Torneo de Charleston 2013
El Family Circle Cup 2013 fue un evento de tenis WTA Premier en la rama femenina. Se disputó en Charleston (Estados Unidos), en el complejo Daniel Island y en canchas de tierra batida, siendo el único torneo en el año en la que dicha tierra batida es de color verde, haciendo parte de un conjunto de eventos que hacen de antesala a la gira europea que desemboca en Roland Garros, entre el 1 de abril y el 7 de abril del 2013 en los cuadros principales femeninos, pero la etapa de clasificación se disputó desde el 30 de marzo.

## Cabezas de serie

### Individuales femeninos
| Tenista              | Ranking | Preclasificada |
| Serena Williams      | 1       | 1              |
| Sara Errani          | 7       | 2              |
| Caroline Wozniacki   | 9       | 3              |
| Samantha Stosur      | 10      | 4              |
| Sloane Stephens      | 16      | 5              |
| Venus Williams       | 18      | 6              |
| Lucie Šafářová       | 19      | 7              |
| Carla Suárez Navarro | 21      | 8              |
| Mona Barthel         | 23      | 9              |
| Jelena Jankovic      | 24      | 10             |
| Julia Görges         | 26      | 11             |
| Sorana Cirstea       | 27      | 12             |
| Varvara Lepchenko    | 29      | 13             |
| Tamira Paszek        | 31      | 14             |
| Yaroslava Shvedova   | 35      | 15             |
| Sabine Lisicki       | 37      | 16             |

### Dobles femeninos
| Tenista                           | Ranking | Preclasificada |
| Andrea Hlaváčková Liezel Huber    | 16      | 1              |
| Raquel Kops-Jones Abigail Spears  | 29      | 2              |
| Bethanie Mattek-Sands Sania Mirza | 45      | 3              |
| Julia Görges Yaroslava Shvedova   | 49      | 4              |

## Campeonas

### Individuales femeninos
Serena Williams venció a  Jelena Janković por 3-6, 6-0, 6-2

### Dobles femenino
Kristina Mladenovic /  Lucie Safarova vencieron a  Andrea Hlavackova /  Liezel Huber por 6-3, 7-6(6)